# Tioamidă

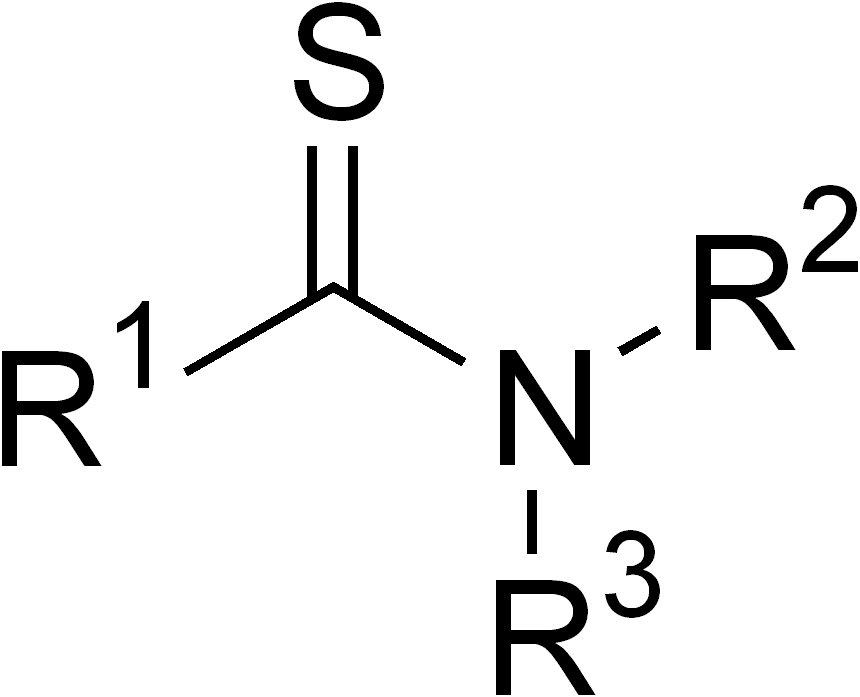
Structura generală a unei tioamide.

O tioamidă (mai rar, tionamidă) este o grupă funcțională cu structura generală R–CS–NR′R″, unde R, R′ și R″ sunt resturi organice. Sunt compuși analogi amidelor, însă prezintă o barieră de rotație mai mare. Una dintre cele mai cunoscute tioamide este tioacetamida.

## Obținere
Tioamidele sunt obținute de obicei în urma reacției dintre amide și sulfuri de fosfor, precum este pentasulfura de fosfor, însă se poate utiliza în schimb reactivul Lawesson. O metodă alternativă presupune reacția nitrililor cu hidrogen sulfurat:
De asemenea, în urma reacției Willgerodt-Kindler se obțin benziltioamide.